# Агафонов, Валентин Александрович
Валенти́н Алекса́ндрович Агафо́нов (20 января 1925 — 5 марта 1945) — участник Великой Отечественной войны, наводчик орудия танка Т-34 47-й гвардейской танковой бригады 9-го гвардейского танкового корпуса 2-й гвардейской танковой армии 1-го Белорусского фронта, Герой Советского Союза (1945), гвардии старший сержант.

## Биография
Родился 20 января 1925 года в деревне Ташенка в семье крестьянина. Русский. Член ВЛКСМ. В 1940 году окончил 7 классов.
В Красной Армии с января 1943 года. Участник Великой Отечественной войны с 1943 года. Сражался на 1-м Белорусском фронте. Принимал участие в Уманско-Ботошанской, Люблин-Брестской, Варшавско-Познанской, Восточно-Померанской наступательных операций.
Наводчик орудия танка Т-34 47-й гвардейской танковой бригады, комсомолец, гвардии старший сержант Валентин Агафонов 15-25 января 1945 года при освобождении городов Груец, Жирардув, Сохачев и Быдгощ (Польша), действуя в разведке, метким огнём уничтожил 6 пушек, 5 крупнокалиберных пулемётов, 3 бронетранспортёра, 7 гранатомётчиков с фаустпатронами, 16 автомашин и 50 подвод с военными грузами и до роты гитлеровцев.
Указом Президиума Верховного Совета СССР от 27 февраля 1945 года за образцовое выполнение боевых заданий командования на фронте борьбы с немецко-фашистскими захватчиками и проявленные при этом мужество и героизм, гвардии старшему сержанту Агафонову Валентину Александровичу присвоено звание Героя Советского Союза.
Но не суждено было Герою получить высшие награды Родины: орден Ленина и медаль «Золотая Звезда». 1 марта 1945 года гвардии старший сержант Валентин Агафонов в бою за населённый пункт Рафенштайн (ныне Вапница) был ранен и скончался от ран в 112-м полевом эвакуационном пункте 5 марта 1945 года. Был похоронен в Штаргарде в одиночной могиле на кладбище на юго-восточной окраине бывшего лагеря для военнопленных Шталаг IIД (ныне воинский мемориал на улице Реймонта польского города Старгард).

## Награды
- Медаль «Золотая Звезда» Героя Советского Союза
- Орден Ленина
- Орден Красной Звезды

## Память
- Похоронен на братском кладбище в городе Калининграде.
- Улица в городе Касимове названа именем Героя.
- Его барельеф установлен на Мемориале Славы в Касимове.